# Lista de vulcões de Taiwan
Esta é uma lista de vulcões ativo e extinto de Taiwan.
| Nome                         | Elevação | Elevação | Localização           | Última erupção |
| Nome                         | metros   | p[es     | Coordenadas           | Última erupção |
| Grupo vulcânico Tatun        |          |          |                       | -              |
| Grupo vulcânico Chilung      |          |          |                       | -              |
| Guanyin (montanha)           |          |          |                       | -              |
| Caoling (montanha)           |          |          |                       | -              |
| Ilha Guishan                 |          |          | 24° 51′ N, 121° 55′ L | 1775-1795 AD   |
| Montanhas costeiras (Taiwan) |          |          |                       | -              |
| Ilha Verde                   |          |          |                       | -              |
| Ilha das Orquídeas           |          |          | 22° 03′ N, 121° 32′ L | -              |
| Pescadores                   |          |          | 23° 35′ N, 119° 35′ L | -              |